# 1. slovenská fotbalová liga 2009/2010
V soubojích 17. ročníku 1. slovenské fotbalové ligy 2009/10 (druhé patro slovenských fotbalových soutěží) se utkalo 12 týmů dvoukolovým systémem podzim - jaro.
Nováčky soutěže se staly FC ViOn Zlaté Moravce (sestup z Corgoň ligy) a dva vítězové regionálních skupin 3. ligy – MFK Dolný Kubín a FK Púchov. Nováčkem se stal také tým MFK Tatran Liptovský Mikuláš, který nahradil 1. HFC Humenné.
Vítězem a zároveň i jediným postupujícím se stal tým FC ViOn Zlaté Moravce. Do 3. ligy sestoupily dva odstoupivší týmy – FO ŽP ŠPORT Podbrezová a FK Mesto Prievidza.

## Konečná tabulka
| Poř. | Tým                          | Z  | V  | R  | P  | VG | OG | B  |
| ---- | ---------------------------- | -- | -- | -- | -- | -- | -- | -- |
| 1.   | FC ViOn Zlaté Moravce        | 27 | 18 | 5  | 4  | 54 | 21 | 59 |
| 2.   | AS Trenčín                   | 27 | 13 | 11 | 3  | 53 | 21 | 50 |
| 3.   | FK Púchov                    | 27 | 15 | 5  | 7  | 38 | 31 | 50 |
| 4.   | FK LAFC Lučenec              | 27 | 10 | 8  | 9  | 36 | 28 | 38 |
| 5.   | MFK Dolný Kubín              | 27 | 10 | 7  | 10 | 39 | 31 | 37 |
| 6.   | MFK Zemplín Michalovce       | 27 | 8  | 6  | 13 | 23 | 33 | 30 |
| 7.   | MFK Ružomberok „B“           | 27 | 8  | 5  | 14 | 23 | 45 | 29 |
| 8.   | MŠK Rimavská Sobota          | 27 | 7  | 7  | 13 | 21 | 36 | 28 |
| 9.   | MFK Tatran Liptovský Mikuláš | 27 | 7  | 5  | 15 | 27 | 42 | 26 |
| 10.  | FK Slovan Duslo Šaľa         | 27 | 4  | 11 | 12 | 15 | 41 | 23 |
| 11.  | FK Mesto Prievidza           | 19 | 4  | 6  | 9  | 13 | 26 | 18 |
| 12.  | FO ŽP ŠPORT Podbrezová       | 5  | 2  | 1  | 2  | 5  | 5  | 7  |

Poznámky:
- Tým Podbrezové se odhlásil ze soutěže po 5 odehraných kolech.
- FK Mesto Prievidza byl vyloučen ze soutěže po 19 odehraných kolech.
- Z = Odehrané zápasy; V = Vítězství; R = Remízy; P = Prohry; VG = Vstřelené góly; OG = Obdržené góly; B = Body

|  | postup do Corgoň ligy 2010/11 |
|  | sestup do 2. ligy 2010/11     |